# CRISIS (Acid Black Cherryの曲)
「CRISIS」（クライシス）は、Acid Black Cherryの14枚目のシングル。2011年12月21日にmotorodから発売された。

## 概要
9月より5ヶ月連続で発売されるシングル第4弾。カップリングには"Recreation Track"として、1986年にリリースした、渡辺美里「BELIEVE」のカヴァーを収録。アレンジは原曲の作曲者である小室哲哉が担当。
通常盤、5万枚数量限定盤、TSUTAYA RECORDS限定盤の3形態で発売され、通常盤と5万枚数量限定盤には、5ヶ月連続シングル＆2012年発売3rdアルバム6作品連動応募特典Acid Black Cherry握手会へ合計40,000名様ご招待の応募シリアルが、TSUTAYA RECORDS限定盤には全4種からなるABCオリジナルトレカ1枚がそれぞれ封入予定。TSUTAYA RECORDS限定盤は『ABC Dream CUP 2011』を記念し、TSUTAYA RECORDS限定でサンクス フォー ユー スペシャルプライスでの発売だが、5ヶ月連続シリアル及び2012年発売3rdアルバム連動特典の応募シリアルは封入されていない。

## 収録曲

### 通常盤
1. CRISIS
作詞・作曲・編曲：林保徳
PVでは、七変化に挑戦している。
2. BELIEVE【Recreation Track】
作詞：渡辺美里、作曲・編曲：小室哲哉

### 5万枚数量限定盤
1. CRISIS（music clip）
2. OFF SHOT

### TSUTAYA RECORDS限定盤
1. CRISIS